# Nybelinella
Nybelinella is een geslacht van straalvinnige vissen uit de familie van naaldvissen (Aphyonidae). Het geslacht is voor het eerst wetenschappelijk beschreven in 1972 door Nielsen.

## Soorten
- Nybelinella brevidorsalis Shcherbachev, 1976
- Nybelinella erikssoni (Nybelin, 1957)